# Discografia di Sini Sabotage
Questa pagina contiene l'intera discografia di Sini Sabotage dagli esordi sino ad ora.

## Album di studio
| Anno | Album | Posizione | Settimane | Vendite | Certificazione |
| ---- | ----- | --------- | --------- | ------- | -------------- |
| 2013 | 22 m² | 27        | 5         | –       | –              |

## Singoli
| Anno | Singolo                           | Posizione | Posizione | Posizione | Vendite | Certificazione | Album |
| Anno | Singolo                           | SL        | LL        | RL        | Vendite | Certificazione | Album |
| ---- | --------------------------------- | --------- | --------- | --------- | ------- | -------------- | ----- |
| 2012 | Sanaton                           | –         | –         | –         | –       | –              | –     |
| 2013 | Levikset repee (feat. VilleGalle) | 1         | 1         | –         | 5 507   | Disco d'oro    | 22 m² |
| 2013 | Miks                              | 14        | 5         | 29        | –       | –              | 22 m² |
| 2013 | Lambada                           | –         | 29        | –         | –       | –              | 22 m² |
| 2014 | Kovempaa kyytiä                   | –         | 6         | 83        | –       | –              | –     |

## Partecipazioni
| Anno | Singolo                                   | Posizione | Posizione | Posizione | Vendite | Certificazione | Album                |
| Anno | Singolo                                   | SL        | LL        | RL        | Vendite | Certificazione | Album                |
| ---- | ----------------------------------------- | --------- | --------- | --------- | ------- | -------------- | -------------------- |
| 2009 | Fresh (Cheek feat. Sini)                  | –         | –         | –         | –       | –              | Jare Henrik Tiihonen |
| 2012 | Sun stiflat (JVG feat. Sini Sabotage)     | –         | –         | –         | –       | –              | jvg.fi               |
| 2012 | Sirkus palaa (Aste feat. Sini Sabotage)   | –         | –         | –         | –       | –              | MRJS!                |
| 2014 | No mut hei (Lieminen feat. Sini Sabotage) | –         | –         | –         | –       | –              | –                    |

## Video musicali
| Anno | Singolo         | Regista                   | Video  |
| ---- | --------------- | ------------------------- | ------ |
| 2012 | 09              | –                         | [ 7 ]  |
| 2013 | Levikset repee  | Joonas Kenttämies         | [ 8 ]  |
| 2014 | Lambada         | Kim Koponen e Pablo films | [ 9 ]  |
| 2014 | Kovempaa kyytiä | Kim Koponen               | [ 10 ] |